# Стасишена Валентина Петрівна
Валентина Петрівна Стасишена (народилася 26 липня 1959 року в селі Грушевка Бєлгородської області, РРФСР) — придністровський телережисер, сценарист і письменник. Член Спілки кінематографістів православних і християнських народів, Член Спілки журналістів України.

## Біографія

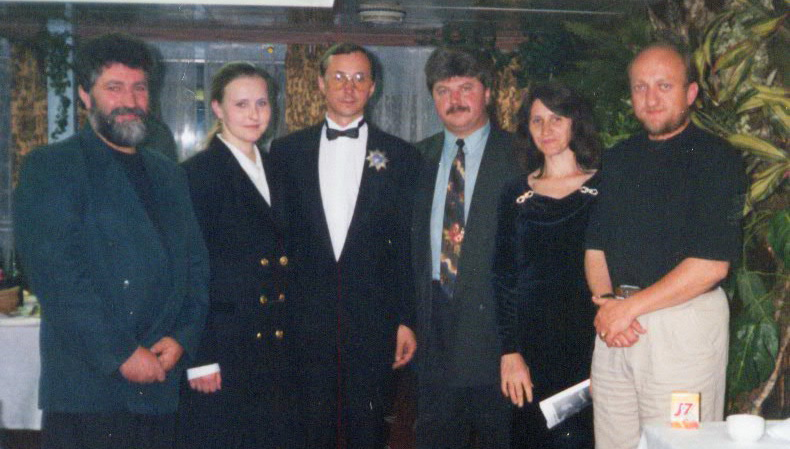
Кінофестиваль «Золотий Витязь» (1997 рік)

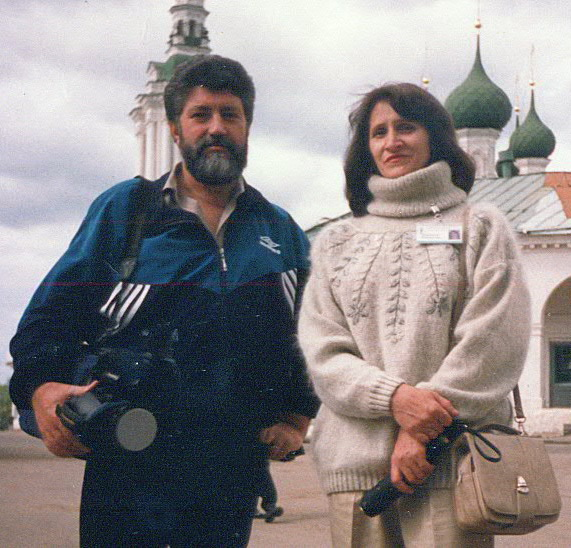
Кінофестиваль «Золотий Витязь» (Кострома)

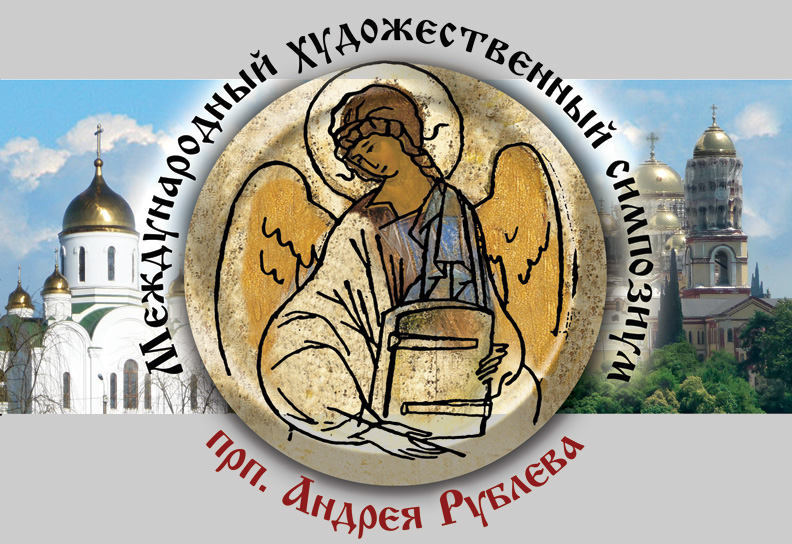
Міжнародний художній симпозіум прп. Андрія Рубльова

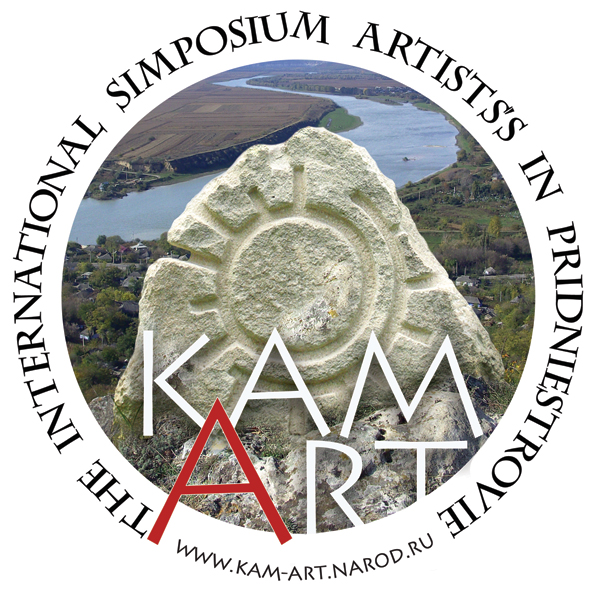
Емблема симпозіуму КамАрт

Вищу освіту здобула в Київському державному інституті театрального мистецтва імені І.К. Карпенка-Карого за фахом телережисура. У 1984 році переїхала жити в Придністров'я і почала працювати молодшим науковим співробітником в Кам'янському комплексі меморіальних музеїв, а у 1987 — 1990 роки і у 1992 — 1995 роки працювала в районній газеті «Дністер». У період з 1990 по 1992 рік працювала художником-оформлювачем в районній художньої майстерні. З 1995 по 2012 рік працювала в Кам'янському корпункті ТВ ПМР кореспондентом української мови. З 1987 року є членом жіночої ради міста Кам'янка, а з 1991 року — член Комітету жінок Кам'янського району.
З перших днів створення Кам'янського районного товариства української культури ім. Т.Г. Шевченка — 16 лютого 1991 року — на громадських засадах працювала спочатку технічним, потім відповідальним секретарем. З 29 травня 2009 року — голова громадської організації «Кам'янське районне товариство української культури імені Т.Г. Шевченка».
Чотири роки випускала українською мовою додаток «Братерство» до районної газети «Дністер». Про життя і розвиток українського товариства публікує статті в українських та придністровських газетах, в міжнародній інтернет-мережі «УСІМ».
Створила декілька фільмів про події в Придністров'ї: на історичні теми, про жінок-майстринь з українських сіл, жінок-депутатів — активісток Кам'янського районного товариства української культури імені Т.Г. Шевченка, про творчі колективи, про проблеми українського відродження за кордоном, які були виставлені для участі у престижних Міжнародних кінофестивалях.
Організатор і засновник чотирьох Міжнародних симпозіумів художників «Кам-Арт», автор дев'яти документальних фільмів про Міжнародному проекті «Кам-Арт».
Автор фільму українською мовою про Героя СРСР П.П. Вершигору «Людина з чистою совістю».

## Участь у кінофестивалях
- «Білий Лелека» (Придністров'я) — 1993 рік.
- «Дзеркало часу» (Придністров'я) — 2000 і 2001 рік.
- «Золотий Витязь» (Росія) — 1996, 1997, 1998, 1999, 2000, 2001, 2004, 2005 роки.
- «Кінолітопис» (Україна) — 2005 рік.
- «Кінокімерія» (Україна) — 2007-2008 рік.
- «Кінотур» (Україна) − 2008 рік.
- «Куяльник» (Україна) — 2008 і 2010 рік.
- «Преподобного Андрія Рубльова» (Росія) — 2008 рік.
- «Відлуння Кінолітопису» (Україна) — 2009 рік.
- «Кинологос» (Україна) — 2011 рік.[4]

## Фільмографія
- Роки, роки… 1995 р. (Про ветерана праці)
- Окницькі самограї 1996 р. (Про творчий колектив)
- Перші ластівки 1997 р. (Про ансамбль «Хрустовчанка»)
- Київські зустрічі 1997 р. (Дні Києва)
- Українська народна медицина 1997 р. (Про флору району)
- Символ буття 1997 р. (Історія Кам'янки)
- Головні творці історії 1997 р. (Історія Кузьмина)
- Головна роль 1998 р. (Про ветерана війни)
- Портрет художника 1998 р. (Про автора надгробного пам'ятника А. Буту)
- Радость молчания 1998 р. (Про львівського художника)
- Львівська академія мистецтв 1998 р. (Про навчальний заклад)
- Под сенью Каменки тенистой 1998 р. (Історія курортолікування)
- Праздник длиною в жизнь 1999 р. (Про жінку-педіатра)
- Золотое яблоко 1999 р. (Про ветерана війни)
- Это моя боль.1999 р. (Про в'язнів концтабора)
- Депутат «Надежда» 1999 р. (Про жінку-депутата)
- Снизошедшая благодать 2000 р. (Про історію храму в с. Хрустова)
- Русалка 2001 р. (Ігровий фільм за твором Т. Шевченка)
- Український ярмарок. 2001 р. (Про відродження української школи)
- Ровесники 2001 р. (Про хлопчика — ровесника республіки)
- Майстриня «Поліна» 2001 р. (Про жінку-майстриню)
- Майстриня «Олена» 2001 р. (Про жінку-майстриню)
- Майстриня «Зінаїда» 2002 р. (Про жінку-майстриню)
- Майстриня «Лідія» 2002 р. (Про жінку-майстриню)
- Це моя професія 2002 р. (Про жінку-вчителя української мови)
- Три Веры 2002 р. (Про історію села Рашков)[5]
- Витоки духовності 2002 р. (Про народні звичаї)
- Ніхто не перекреслить мій народ 2002 р. (Про участь творчих колективів в фестивалях)
- Людина з чистою совістю 2003 р. (Про Героя СРСР П.П. Вершигору)[6]
- Родослав 2003 у. (Про участь ансамблю «Хрустовчанка» у фестивалі)
- Наш придністровський горицвіт 2003 р. (Про першого голову Союзу українців ПМР)
- Одна из многих 2003 р. (Про робітника консервного заводу)
- Командир роты. 2004 р. (Про захисника ПМР)
- Понад усе — обов’язок. 2004 р. (Про лікаря — захисника ПМР)
- Єдиний простір. 2005 р. (Про працівників ТВ)
- Лінія партнерства 2005 р. (Про співпрацю з педагогами України)
- Колесо історії не зупинити. 2005 р. (Про ветерана війни)
- Широкий шлях. 2005 р. (Про керівника підприємства)
- Крок у майбутнє. 2006 р. (Про передового лісника)
- Я пам’ятаю кожну мить 2006 р. (Про ветерана війни)
- Кам Арт — 2006. 2006 р. (Симпозіум художників «Кам Арт»)
- Моє покоління. 2007 р. (Про ветерана війни)
- Староста колективу. 2007 р. (Про учасника художньої самодіяльності)
- Песня сарматского камня. 2007 р. (Симпозіум художників «Кам Арт»)
- Ще раз про війну. 2008 р. (Про захисників ПМР)
- Міцне коріння. 2008 р. (Про захисника ПМР)
- Крок у безсмертя. 2008 р. (Про Героя СРСР І.С. Солтиса)
- Придністров’я в картинах і скульптурі. 2008 р. (Симпозіум художників «Кам Арт»)
- Велична доля. 2009 р. (Про героя СРСР П.П. Вершигору)
- Дух мистецтва. 2009 р. (Симпозіум художників «Кам Арт»)
- Подорож до країни душі. 2009 р. (Про поїздку в Абхазію)
- Рідний дім. 2010 р. (Про Кузьминський дитячий будинок)
- Пусти у серце пісню. 2010 р. (Фестиваль «Пшеничне перевесло»)
- Дети войны. 2010 р. (Симпозіум художників «КамАрт». Виставка)
- Под знаком святого Луки. 2010 р. (Симпозіум художников «КамАрт»)[7]
- І тополенька, і лебідонька. 2011 р.(Про жінку-активіста)
- КамАрт расширяет границы. 2011 р. (Симпозіум художників «Кам Арт»)[8]
- Літній пейзаж «Зачарованої долини». 2012 г. (Симпозіум художників «Кам Арт»)

## Нагороди та звання
- Грамота Президента ПМР[9]
- Нагрудний знак «10 років жіночому руху ПМР»
- Нагрудний знак Міністерства закордонних справ ПМР «За внесок у розвиток міжнародних зв'язків»
- Медаль «За трудову доблесть» (ПМР)[10]
- Медаль «65 років Перемоги у Великій Вітчизняній Війні»
- Медаль «20 років Придністровській Молдавській Республіці»
- Медаль «Слава жінкам Придністров'я»
- Орден Пошани (ПМР)[11]
- «Заслужений діяч мистецтв ПМР»[12][13]
- Лауреат премії імені Пантелеймона Куліша (Україна) — 2006 рік[14]
- Лауреат Міжнародного кінофестивалю «Кінологос» — 2011 рік